# ماغدا جوبلز
يوانا ماغدالينا ماغدا جوبلز (بالألمانية: Magda Goebbels) (11 نوفمبر 1901 - 1 مايو 1945) كانت زوجة وزير الدعاية الألماني النازي يوزف غوبلز وعضوة بارزة في الحزب النازي، كما كانت حليفة وثيقة ورفيقة ومؤيدة لسياسيات أدولف هتلر. يشير إليها بعض المؤرخين على أنها "السيدة الأولى" الغير رسمية لألمانيا النازية، بينما يعطي آخرون هذا اللقب لإيمي غورينغ.
مع الهزيمة الوشيكة لألمانيا خلال معركة برلين في نهاية الحرب العالمية الثانية في أوروبا، قتلت هي وزوجها أطفالهما الستة قبل أن ينتحروا في حدائق مستشارية الرايخ. وقد نجا إبنها الاكبر هارالد كواندت (الذي كان من زواجها السابق) من الحرب.

## حياتها المبكرة
وُلِدت ماغدا عام 1901 في برلين بألمانيا لشخصين غير متزوجين، لإمراة تدعى أوغست بهريند ومقاول البناء والمهندس أوسكار ريتشل. تزوج الزوجان في وقت لاحق من نفس العام وتطلقا في عام 1904 أو 1905. وتزعم بعض المصادر أن زواجهما تم قبل ولادة ماغدا، على الرغم من عدم وجود اي دليل يدعم حدوث حفل زفاف سابق. عندما كانت ماغدا في الخامسة من عمرها، أرسلتها والدتها إلى كولونيا لتقيم مع زوجها السابق اوسكار. وفي عام 1908، تزوجت والدتها من ريتشارد فريدلاندر، وهو تاجر يهودي ثري كان يعيش في بروكسل، وتبنى ماغدا وأعطاها لقبه. هناك في بروكسل، تم تسجيل ماغدا في دير أورسولين في فيلفورد، حيث ذُكر أنها "فتاة صغيرة نشيطة وذكية". تشير التقارير الإضافية مع ريتشل، وهو عضو في محفل كريفيلد في دويسبورغ، إلى أن ماغدا ربما تكون قد تعرفت على البوذية هناك. في عام 2016، أفيد أن فريدلاندر الرجل الذي تبناها ربما كان هو الأب البيولوجي لماغدا، كما كان مذكور في بطاقة إقامته، التي عثر عليها الكاتب والمؤرخ أوليفر هيلمز في أرشيفات برلين. ربما كان تبني ماجدة ضروريًا بسبب تأخر زواج والديها، وذلك لتحديث حالة الفتاة من "طفلة غير الشرعية" الى شرعية.
من عام 1908 حتى اندلاع الحرب العالمية الأولى، بقيت العائلة في بروكسل. واثناء الحرب أُجبر جميع الألمان على مغادرة بلجيكا كلاجئين لتجنب تداعيات الشعب البلجيكي بعد الغزو الألماني. لذلك إنتقلت العائلة إلى برلين حيث إلتحقت ماغدا بمدرسة "كولمورجن ليسيه" الثانوية. طَلقت بهريند والدة ماغدا فريدلاندر في عام 1914، وفي عام 1919، تم تسجيل ماجدة في "كلية هولزهاوزن للسيدات" المرموقة بالقرب من جوسلار. أثناء وجودها في برلين، أصبحت ماغدا صديقة ليزا أرلوسوروف وأصبحت فيما بعد على علاقة حميمة مع شقيقها حاييم، وهو صهيوني شغوف. خلال علاقتها معه، إرتدت لفترة وجيزة نجمة داود التي أعطاها إياها ورافقته إلى اجتماعات نادي الشباب اليهودي. لم تدم العلاقة بينهما ولكن بقي الاثنان على اتصال خلال عشرينيات القرن العشرين حتى هجرة حاييم إلى فلسطين الانتدابية. حيث ترأس هناك فيما بعد قسم الوكالة اليهودية. أُغتيل حاييم في تل أبيب في يونيو 1933 في قضية قتل لم تُحل الى الان، وربما كان يتعلق الأمر بمنصبه العام في حزب العمل اليهودي.

## زواجها وإبنها من غونتر كواندت
في عام 1920، أثناء عودتها إلى المدرسة بالقطار، التقت بغونتر كواندت، وهو رجل ألماني ثري يعمل بالصناعة وكان عمره ضعف عمرها. وبعد إرتباطهم، كان يغازلها بلطف ويعاملها بسخاء. طلب منها تغيير لقبها مرة أخرى إلى ريتشل (بعد أن حملت لقب فريدلاندر لسنوات عديدة)، لكي تُحول من الكاثوليكية إلى البروتستانتية التي انتمى لها كواندت. تزوجا في 4 يناير 1921، ووِلِدَ طفلهما الأول هارالد في 1 نوفمبر 1921.
سرعان ما شعرت ماغدا بالإحباط في زواجها؛ لأن كواندت كان يقضي القليل من الوقت معها، حيث كان إهتمامه الرئيسي هو توسيع إمبراطوريته التجارية. كان عند الزوجين ستة أطفال، إبنهم هارالد، ابنيّ كواندت من زواج سابق، وثلاثة أطفال من صديق متوفى.
في أكتوبر 1927، ذهب الزوجان في زيارة لمدة شهرين إلى الولايات المتحدة، لإجراء أعمال تجارية مع شركة Lloyd Electric Storage Battery في فيلادلفيا. في عام 1929، اكتشف كواندت أن ماغدا خانته وكانت على علاقة غرامية، فانفصلا وتطلقا في وقت لاحق من العام نفسه. وكانت شروط الطلاق سخية للغاية بالنسبة لماغدا.

## الزواج والعائلة مع يوزف غوبلز

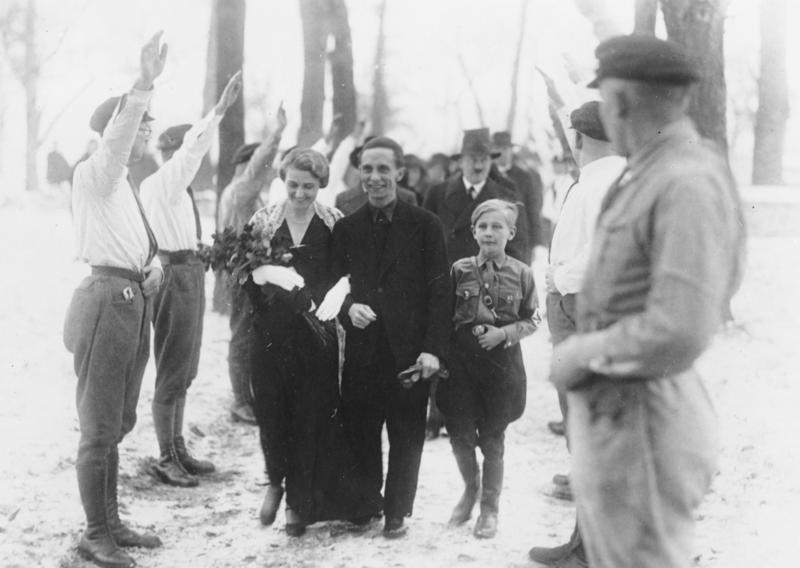
يوم زفاف يوزف وماغدا، مع ابنها هارالد كواندت بزيه العسكري الألماني. ويمكن رؤية أدولف هتلر، الإشبين، في الخلفية.

في عام 1930، حضرت ماغدا اجتماعًا للحزب النازي حيث أُعجبت بأحد المتحدثين، وهو يوزيف غوبلز، الذي كان آنذاك غاولايتر برلين. وإنضمت إلى الحزب في 1 سبتمبر 1930، وقامت ببعض الأعمال التطوعية، على الرغم من أنها لم تُوصف بأنها ناشطة سياسيًا. انتقلت ماغدا من مقر الفرع المحلي، إلى مقر الحزب في برلين وأصبحت لفترة وجيزة سكرتيرة لهانس ماينشاوزن، نائب غوبلز. وذلك قبل دعوتها لتولي أوراق غوبلز الخاصة. أصبحت هي وغوبلز على علاقة عاطفية أثناء رحلة قصيرة مع الأصدقاء إلى فايمار في فبراير 1931. بدأت العلاقة بين الأثنين وبحلول أبريل بدأوا في وضع خطط لمستقبلهم معًا. حيث كتب غوبلز في مذكراته: "لقد قطعنا عهدًا رسميًا لبعضنا البعض: عندما نغزو الرايخ، سنصبح زوجًا وزوجة. أنا سعيد جدًا". سرعان ما أصبحت شقتها في ثيودور هويس بلاتس مكان الاجتماع المفضل لأدولف هتلر وغيره من مسؤولي الحزب النازي.
بحلول شهر سبتمبر، بدأت العلاقة بينهم تعاني من مشاكل. كان غوبلز يشعر بالغيرة في كثير من الأحيان، وكان لديه بعض القلق بشأن حقيقة أن هتلر أصبح مولعًا بماغدا. فيما بعد قررت ماغدا تقديم موعد زفافهما، وتزوج الزوجان في 19 ديسمبر 1931 بحضور هتلر كشاهد. يدعي أوتو فاغنر أن زواج ماغدا من غوبلز كان مرتب ومُزين إلى حد ما. ونظرًا لأن هتلر كان ينوي البقاء غير متزوج، فقد أُقترح أنها بصفتها كزوجة لمسؤول نازي بارز وواضح للغاية، قد تكون هي "السيدة الأولى للرايخ الثالث". كانت ماغدا امرأة طموحة تتمتع بعلاقات اجتماعية وتَحَّمُل فاخر، وهو ربما ما أثر على ولع غوبلز بها. واتفق كاتب سيرة غوبلز، بيتر لونجريش، مع هذا الاستنتاج "المعقول" أيضًا. يؤكد المؤرخ مايسنر أن هتلر (على الرغم من إعجابه بماغدا بلا شك) كان صديقًا مقربًا بشكل استثنائي لكلا الزوجين في الأيام الأولى. وأصبح هتلر مغرمًا جدًا بأطفال غوبلز الستة، واستمتع بالبقاء في شقتهم في برلين، حيث يمكنه الاسترخاء، وكثيرًا ما كان يصل إلى هناك في وقت متأخر من الليل، ويجلس ويتحدث مع غوبلز، وطفلتهما هيلجا (من مواليد 1932) في حجره.

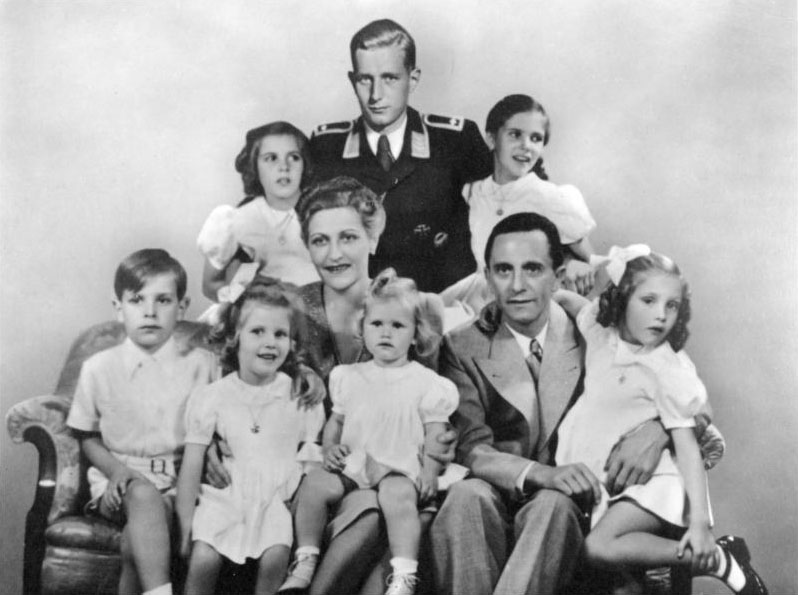
عائلة غوبلز عام 1942: (الصف الخلفي) هيلدغارد، هارالد كواندت، هيلجا؛ (الصف الأمامي) هيلموت وهيدويج وماغدا وهيدرون وجوزيف وهولدين. (في هذه الصورة الواضح انه تم التلاعب بها، وذلك لإدراج وتنقيح وجه هارالد الذي كان يرتدي الزي الرسمي، والذي كان بعيدًا في مهام عسكرية).

وهكذا كانت ماغدا على علاقة وثيقة بهتلر، وأصبحت عضوًا في زمرته الصغيرة من الصديقات. وعملت كممثلة غير رسمية للنظام، حيث كانت تتلقى رسائل من جميع أنحاء ألمانيا من نساء لديهن أسئلة حول الشؤون المنزلية أو قضايا حضانة الأطفال. بعد عام 1933، اعتادت عائلة غوبلز على أسلوب الحياة الفاخر الذي يتماشى مع مكانتهم الاجتماعية العالية. وتم إعادة تصميم منزلهم في برلين الواقع في "غورينغ شتراسه" بواسطة البرت شبير وقضوا فصلي الربيع والصيف في كلادوف. في عام 1936، إشتروا فيلا في جزيرة شوانينفيردر ثم اشتروا فيلا أخرى في بوغنسي بالقرب من فاندليتز في براندنبورغ. كان ليوزيف وماغدا غوبلز ستة أطفال: هيلغا (1932)، هيلدا (1934)، هيلموت (1935)، هولدا (1937)، هيدا (1938)، وهايدا (1940).

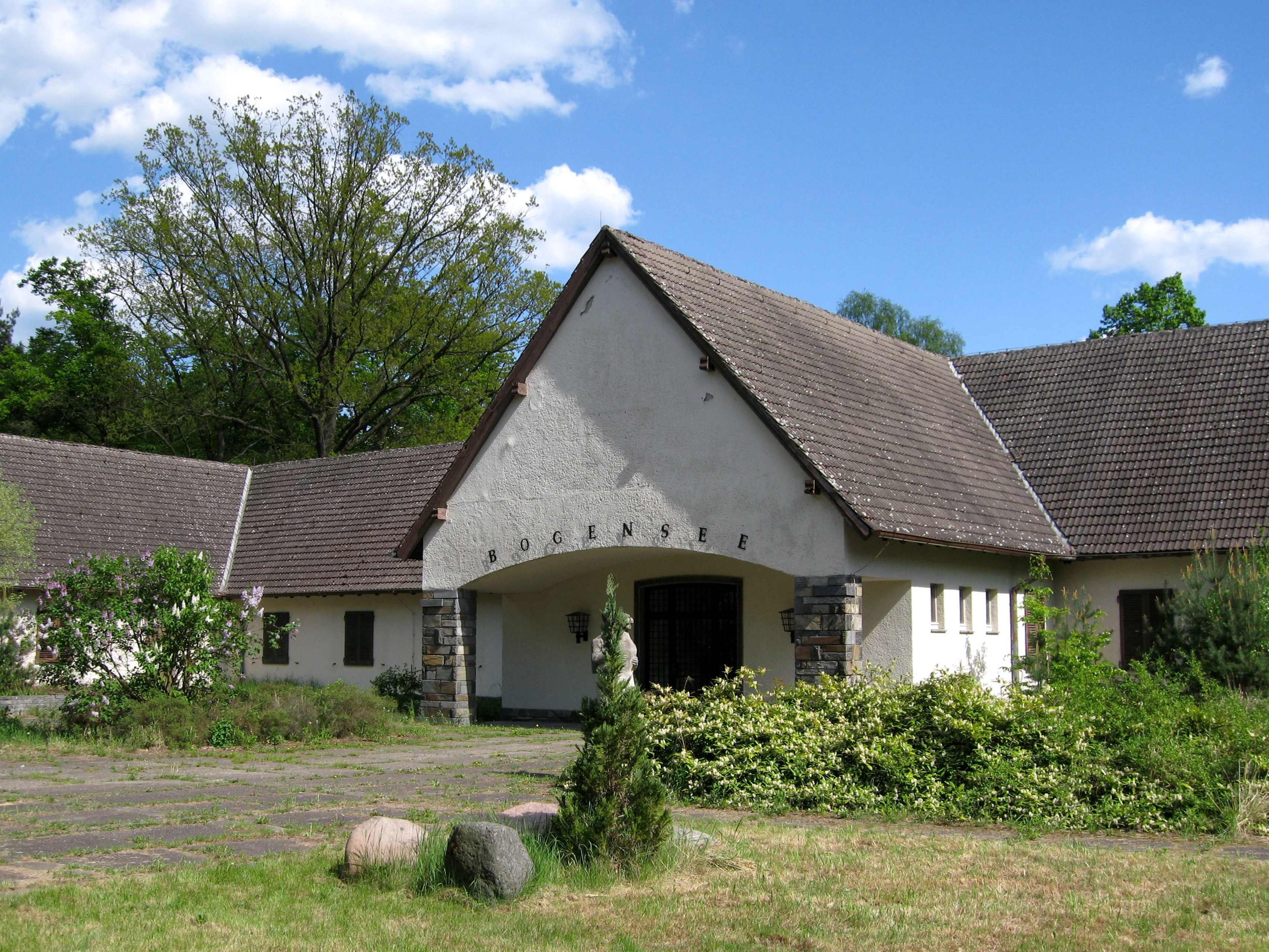
فيلا عائلة غوبلز في بوغنسي. التقطت الصورة في عام 2008

كان ليوزيف غوبلز العديد من العلاقات أثناء الزواج. في عام 1936، التقى غوبلز بالممثلة التشيكية ليدا باروفا، وبحلول شتاء عام 1937، بدأ علاقة غرامية عاطفية معها. أجرت ماغدا محادثة طويلة مع هتلر حول هذه العلاقة في 15 أغسطس 1938. ونظرًا لعدم رغبة هتلر في تحمل فضيحة تتعلق بأحد كبار وزرائه، طالب هتلر غوبلز بقطع العلاقة. بعد ذلك، بدا أن غوبلز وماغدا قد توصلا إلى مصالحة حتى نهاية سبتمبر. كان هناك خلاف آخر بين الزوجين في تلك المرحلة، ومرة أخرى انخرط هتلر في الأمر، وأصر على بقاء الزوجين معًا. وفي أكتوبر 1938 رتب هتلر لإلتقاط صور دعائية لنفسه مع الزوجين المتصالحين. كان لدى ماغدا هي أيضًا علاقات، بما في ذلك علاقة مع كورت لوديكه في عام 1933، وكارل هانكه في عام 1938.

## سنين الحرب

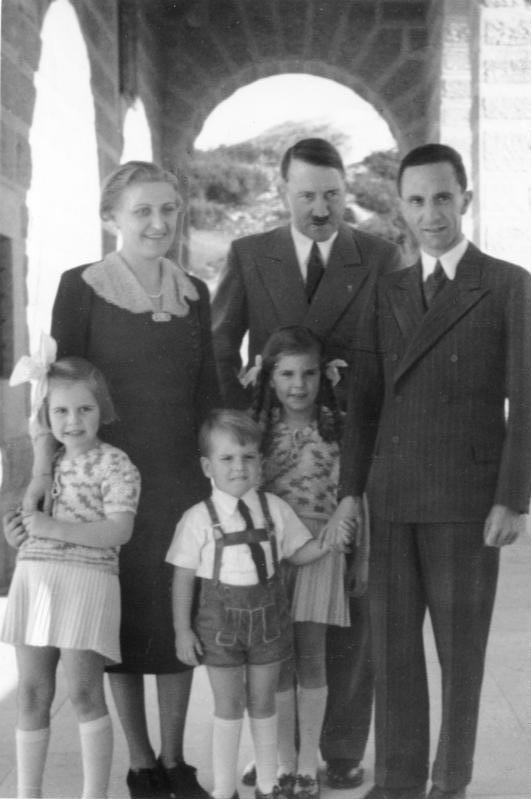
في أوبرزالسبيرغ، زارت عائلة غوبلز أدولف هتلر بعد عودته إلى هناك. خلال لقاء ودي، استقبل هتلر الوزير جوزيف غوبلز وزوجته، برفقة أطفالهم هيلغا، هيلدي، وهيلموت.

عند إندلاع الحرب، أصبح ابن ماغدا من زواجها الأول، هارالد كواندت، طيارًا في سلاح الجو الألماني اللوفتفافة وقاتل في الجبهة، بينما ماغدا كانت في المنزل ترقى إلى مستوى صورة الأم الوطنية من خلال التدريب كمُمرضة في الصليب الأحمر والعمل مع شركة الإلكترونيات والراديو تيليفونكن، وتذهب للعمل في الحافلة مثل زملائها. وكانت تشارك أيضًا في الترفيه عن زوجات رؤساء الدول الأجنبية، وكذلك دعم القوات ومؤازرة أرامل الحرب.
استمد كل من غوبلز وماغدا المزايا الشخصية والمكانة الاجتماعية من إرتباطهما الوثيق بهتلر، وظل الزوجان مخلصين لهتلر ودعماه علنًا. لكن ماغدا كانت بين نفسها تُعبر عن شكوكها، خاصة بعد أن بدأت الحرب تسوء على الجبهة الشرقية. وفي 9 نوفمبر 1942، خلال إجتماع مع الأصدقاء الذين يستمعون إلى خطاب لهتلر، أغلقت الراديو وصرخت: "يا إلهي، يا له كثير من الهراء". في عام 1944، ورد أنها قالت عن هتلر أنه: "لم يعد يستمع إلى أصوات المنطق. وأولئك الذين يخبرونه فقط بما يريد سماعه هم الوحيدون الذين يصدقهم". لا يوجد دليل على أن ماغدا حاولت التدخل لإنقاذ زوج والدتها اليهودي "فريدلاندر" الذي تبناها من الهولوكوست. وعلى الرغم من عدم معرفة مصيره، فمن المفترض على نطاق واسع أنه لقي حتفه في احد معسكرات الاعتقال. وعندما سُئلت عن معاداة زوجها للسامية، أجابت: "الفوهرر يريد ذلك، ويجب على يوزيف أن يُطيع".
إدعى فيليكس فرانكس، وهو يهودي ألماني أصبح فيما بعد جنديًا بريطانيًا، أن أجداده حصلوا على تأشيرة خروج من ألمانيا بمساعدة ماغدا غوبلز، قائلًا:
لقد تُرك والدي وزوجة أبي في ألمانيا، ولكن قبل يومين من بدء الحرب، طُلب منهم الحضور إلى مقر الجستابو الرئيسي وتم منحهم تأشيرة خروج. هناك قصة في العائلة تعود إلى الحرب العالمية الأولى عندما طُلب من أجدادي توفير المأوى لإمرأة شابة نزحت بسبب الحرب في بلجيكا (ماغدا). على الرغم من أن زوج أمها كان يهودي، إلا أنها تزوجت في النهاية من يوزيف غوبلز! تعتقد زوجة أبي أن هذه المرأة ربما كانت بمثابة يد الحماية وشاركت في منح تأشيرة الخروج. بالتأكيد، في الليلة التي سبقت ليلة السكاكين الطويلة، تلقوا مكالمة هاتفية من مجهولة تحذر والدي من العودة إلى المنزل في ذلك المساء والذهاب إلى مكان آمن. أقسمت زوجة أبي أنها كانت ماغدا غوبلز.
كانت ماغدا تعاني من قلب ضعيف و"صحة حساسة"، وكانت ستعاني من المرض لفترات طويلة. ومع إقتراب نهاية الحرب، من المعروف أنها عانت أيضًا من الاكتئاب الشديد وألم العصب الثلاثي التوائم. تؤثر هذه الحالة على عصب في الوجه، وعلى الرغم من أنها غير ضارة عادةً، إلا أنها تُسبب ألمًا شديدًا ومن الصعب علاجها. غالبًا ما تركها هذا طريحة في الفراش وأدى إلى ذهابها لنوبات من العلاج في المستشفى حتى أواخر أغسطس 1944.

## وفاتها
في أواخر أبريل 1945، دخل الجيش الأحمر السوفيتي برلين، وإنتقلت عائلة غوبلز إلى قبو الفوربونكر، المتصل بقبو الفوهرر السفلي تحت حديقة مستشارية الرايخ. كتبت ماغدا رسالة وداع لإبنها هارالد، الذي كانأسير في معسكر أسرى الحرب في شمال أفريقيا:
هارالد! ابني الحبيب! نحن الآن منذ ستة أيام في قبو الفوهرر، أبوك، وإخوتك الستة الصغار وأنا، من أجل إعطاء حياتنا الاشتراكية الوطنية النهاية المشرفة الوحيدة الممكنة. يجب أن تعلم أنني بقيت هنا ضد إرادة والدك، وأنه حتى يوم الأحد الماضي أراد الفوهرر مساعدتي على الخروج. لكنك تعرف والدتك، لدينا نفس الدم، بالنسبة لي لم يكن هناك أي تردد. لقد دُمرت فكرتنا المجيدة ومعها كل شيء جميل ورائع عرفته في حياتي. إن العالم الذي سيأتي بعد الفوهرر والاشتراكية الوطنية لم يعد يستحق العيش فيه، ولذلك أخذت الأطفال معي، لأنهم جيدون جدًا بالنسبة للحياة التي ستأتي فيما بعد. وسوف يفهمني الله الرحيم عندما أعطيهم الخلاص. الأطفال رائعون فلا توجد أبدًا كلمة شكوى منهم أو حتى بُكاء. تأثيرات القصف تهز القبو. والأطفال الأكبر سنًا يغطون الصغار، فوجودهم نعمة هنا وهم يجعلون الفوهرر يبتسم من حين لآخر. أعانني الله بأن لدي القوة لأداء الفعل الأخير والأصعب. لم يتبق لدينا سوى هدف واحد وهو: الولاء للفوهرر حتى في الموت. هارالد، بُني العزيز – أريد أن أعطيك ما تعلمته في الحياة: كُن مخلصًا! مخلص لنفسك، مخلص للشعب ومخلص لوطنك. كن فخوراً بنا وحاول أن تبقينا في ذاكرتك العزيزة.
أضاف غوبلز حاشية على وصية هتلر الأخيرة وكتب شهادة بتاريخ 29 أبريل تفيد بأنه سيعصي أمر هتلر بمغادرة برلين لأسباب إنسانية وولائية. علاوة على ذلك، ذكر أن ماغدا وأطفالهم يؤيدون رفضه مغادرة برلين وقراره بالبقاء في القبو والموت. وقد وصف ذلك لاحقًا قائلًا إن الأطفال سيؤيدون القرار (بالانتحار) إذا كانوا كبارًا بما يكفي للتحدث عن أنفسهم.
كانت ماغدا من بين آخر من شاهدوا هتلر وإيفا براون قبل أن ينتحروا بعد ظهر يوم 30 أبريل. وفي اليوم التالي، 1 مايو، رتبت ماغدا ويوزف لطبيب الأسنان هيلموت كونز من قوات الأمن الخاصة أن يحقن أطفالهما الستة بالمورفين بحيث يمكن بعد ذلك سحق أمبولة من السيانيد في أفواههم عندما يفقدون الوعي. أدلى كونز لاحقًا أنه أعطى الأطفال حقن المورفين فقط، لكن ماغدا والإس إس أوبرستورمبانفورير لودفيغ شتومفيغر (طبيب هتلر الشخصي) هو من قام بإعطاء السيانيد. إستنتج المؤلف جيمس بي أودونيل إلى أنه على الرغم من تورط لودفيغ على الأرجح في تخدير الأطفال، إلا أن ماغدا هي من قتلتهم بنفسها. ويعتقد أن الشهود ألقوا باللوم في وفيات الاطفال على لودفيغ لأنه كان هدفًا مناسبًا، وذلك لأنه توفي في اليوم التالي. علاوة على ذلك، كما ذكر أودونيل، ربما كان لودفيغ مخمورًا جدًا وقت وفاة الاطفال بحيث لم يتمكن من لعب دور موثوق به.
ويبدو أن ماغدا فكرت وتحدثت عن قتل أطفالها قبل شهر. وفقًا لشهادة صديقتها إلو كواندت وأخت زوجها (من زواجها الأول)، فقد أخبرتها أنهم جميعًا سيتناولون السم. قائلة:
لقد طالبنا الشعب الألماني بأشياء وحشية، وعاملنا الدول الأخرى بقسوة لا ترحم. ولهذا سينتقم المنتصرون انتقامهم الكامل... ولا يمكننا أن ندعهم يعتقدون أننا جبناء. ولكل شخص الحق في العيش. لكن ليس نحن، نحن ليس لدينا هذا الحق، لقد خسرناه. أنا أحمل نفسي المسؤولية. أنا أنتميت وآمنت بهتلر، وكذلك آمنت لفترة طويلة بما فيه الكفاية بيوزف غوبلز. لنفترض أنني بقيت على قيد الحياة، فيجب أن يتم القبض علي على الفور واستجوابي بشأن يوزف. إذا قلت الحقيقة، يجب أن أكشف عن نوع الرجل الذي كان عليه، ويجب أن أصف كل ما حدث خلف الكواليس. بعدها أي شخص محترم سوف يبتعد عني بإشمئزاز. وسيكون من المستحيل أيضًا القيام بالعكس، أي الدفاع عما فعله، أو تبريره أمام أعدائه، أو الدفاع عنه من مُنطلق اقتناع حقيقي. وهذا من شأنه أن يتعارض مع ضميري. إذن، كما ترين يا إلو، سيكون من المستحيل بالنسبة لي أن أستمر في العيش. سوف نأخذ الأطفال معنا، فهم جيدون جدًا، وجميلون جدًا بالنسبة للعالم الذي ينتظرهم فيما بعد. لأن في الأيام القادمة، سيُعتبر يوزيف واحدًا من أعظم المجرمين الذين أنتجتهم ألمانيا على الإطلاق. ولذلك سيصبح أبناؤه يسمعون ذلك الكلام يومياً، فيعذبهم الناس ويحتقرونهم ويهينونهم. وسيتحتم عليهم أن يتحملوا عبء خطاياه وسوف ينتقمون منهم. لقد حدث كل ذلك من قبل. هل تتذكرين كيف أخبرتك في ذلك الوقت بكل صراحة عما قاله الفوهرر في مقهى أناست في ميونيخ عندما رأى الصبي اليهودي الصغير، هل تتذكرين؟ قال انه يود أن يسحقه مثل حشرة على الحائط. لم أصدق ذلك واعتقدت أنه مجرد كلام استفزازي. لكنه فعلها ذلك حقًا في وقت لاحق. لقد كان الأمر كله مروعًا بشكل لا يوصف.
ويبدو أن ماغدا رفضت عدة عروض، مثل العرض الذي قدمه ألبرت سبير، لتهريب الأطفال من برلين وأصرت على أن الأسرة يجب أن تبقى بجانب زوجها. في مخبأ الفوهرر أدلت لسكرتيرة هتلر تراودل يونغه قائلة: "أفضل أن يموت أطفالي بدلاً من العيش في العار، والسخرية منهم. ليس لأطفالي أي فرصة في ألمانيا بعد الحرب". وقد روى روشوس ميش، آخر الناجين من مخبأ هتلر، هذه الرواية للأحداث لهيئة الإذاعة البريطانية قائلًا:
مباشرة بعد وفاة هتلر، نزلت السيدة غوبلز إلى المخبأ مع أطفالها. وبدأت تستعد لقتلهم. لم يكن بوسعها فعل ذلك فوق الأرض، إذ كان هناك أشخاص آخرون سيوقفونها. ولهذا السبب نزلت إلى الطابق السفلي، لأنه لم يكن مسموحًا لأي شخص آخر بالدخول إلى المخبأ. لقد نزلت عمدا لقتلهم.
ساعدت ماغدا الفتيات على تغيير ملابسهن وارتداء قمصان النوم البيضاء الطويلة. ثم قامت بتمشيط شعرهم بهدوء. حاول ميش التركيز على عمله، لكنه كان يعلم ما سيحدث. ثم عادت ماغدا إلى الفوربونكر مع الأطفال. بعد ذلك بوقت قصير، نزل فيرنر ناومن إلى قبو الفوهرر وأخبر ميش أنه رأى طبيب هتلر الشخصي، الدكتور لودفيغ شتومفيجر، يعطي الأطفال شيئًا "مُحلى" للشرب. وبعد حوالي ساعتين، عادت ماغدا إلى قبو الفوهرر بمفردها. بدت شاحبة للغاية وعينيها حمراء للغاية ووجهها "متجمد". جلست على الطاولة وبدأت تلعب السوليتر. ثم جاء إليها غوبلز، لكنه لم يقل كلمة واحدة في ذلك الوقت.
بعد وفاة أطفالهما، توجهت ماغدا ويوزيف غوبلز إلى حديقة المستشارية، حيث انتحرا. هناك عدة روايات مختلفة لهذا الحدث. تقول إحدى الروايات أنهم تناولوا كل قطعة من أمبولة السيانيد بالقرب من المكان الذي دفن فيه هتلر، وتم إعطاؤهم رصاصة الرحمة بعد ذلك مباشرة. شهد مساعد غوبلز في قوات الأمن الخاصة (أس أس)، غونتر شفيغرمان، في عام 1948 أنهم ساروا أمامه فوق الدرج وخرجوا إلى حديقة المستشارية. انتظر على السلالم وسمع صوت الطلقات. ثم صعد شفاجرمان الدرج المتبقي ورأى بمجرد خروجه جثثهم هامدة. وبأمر من غوبلز مسبقًا، طلب شفاغرمان من جندي من قوات الأمن الخاصة إطلاق عدة طلقات على جسد غوبلز، الذي لم يتحرك. ثم تم صب البنزين على الجثث، لكن البقايا احترقت جزئيا فقط ولم يتم دفنها.
عثرت القوات السوفيتية على الجثث المتفحمة بعد ظهر يوم 2 مايو 1945. لم يكن من الممكن التعرف على وجه ماغدا مقارنة بوجه زوجها غوبلز. ووفقًا للتشريح المزعوم الذي اجراه السوفييت لجسدها، تم العثور على عظام فكها وبقايا أسنانها "منفصلة في تجويف الفم". تم العثور على جثث الأطفال في الفوربونكر وهم يرتدون ملابس النوم، مع ربط شعر الفتيات بأشرطة الشعر. تم دفن واستخراج رفات عائلة غوبلز، والجنرال هانز كريبس، وكلاب هتلر بشكل متكرر. وكانت آخر عملية دفن في منشأة سميرش في ماغدبورغ بتاريخ 21 فبراير 1946. وفي عام 1970، أذن مدير الكي جي بي يوري أندروبوف بعملية لتدمير الرفات. في 4 أبريل 1970، استخدم فريق الكي جي بي السوفييتي مخططات دفن مفصلة لاستخراج خمسة صناديق خشبية في منشأة سميرش ماغديبورغ. ولقد تم حرقهم وسحقهم ونثرهم في نهر بيديريتز، وهو أحد روافد نهر إلبه القريب.

## في وسائل الاعلام
تم تجسيد ماغدا غوبلز من قبل الممثلات التاليات في الإنتاج السينمائي والتلفزيوني.
- هيلجا كينيدي دوهرن في فيلم ألمانيا الغربية عام 1955 بعنوان "الفصل الأخير (هتلر: الأيام العشرة الأخيرة)".[74]
- يوليا ديوشي في الإنتاج المشترك عام 1971 بعنوان "التحرير: الاعتداء الأخير".[75]
- إليونور هيرت في الإنتاج التلفزيوني الفرنسي عام 1972 بعنوان "لو بنكر".[76]
- ماريون ماثي في الإنتاج التلفزيوني البريطاني عام 1973 بعنوان وفاة أدولف هتلر.[77]
- باربرا جيفورد في الفيلم البريطاني عام 1973 بعنوان هتلر: الأيام العشرة الأخيرة.[78]
- بيبر لوري في الإنتاج التلفزيوني الأمريكي عام 1981 بعنوان المخبأ.[79]
- إلكه زومر في الإنتاج التلفزيوني الأمريكي عام 1982 بعنوان داخل الرايخ الثالث.[80]
- هانا شيجولا في الدراما الكوميدية الإسبانية عام 1998 بعنوان فتاة أحلامك.[81]
- يلينا سبيريدونوفا في الدراما الروسية عام 1999 بعنوان مولوخ.[74]
- إيفا ماتيس في الكوميديا الألمانية عام 2001 بعنوان غوبلز وجيدولديج.[81]
- جيل ريتشاردسون في حلقة عام 2003 من المسلسل التلفزيوني البريطاني الأيام التي هزت العالم.[82]
- كورينا حرفوش في الفيلم الألماني 2004 السقوط.[83]
- أنيت أولين في الإنتاج التلفزيوني الألماني 2004 بعنوان الدعاية.[84]
- إيما باكلي في الإنتاج التلفزيوني البريطاني عام 2005 بعنوان العم أدولف.[85]
- لينكا فلاساكوفا في الفيلم التشيكي 2016 بعنوان عشيقة الشيطان.[86]
- كاثرينا هاير في مسلسل نتفلكس Charité at War عام 2019.[87]

### الملاحظات
1. ↑  في عام 1939، وفي العرض الأول لفيلم "الرحلة إلى تيلسيت"، غادرت ماغدا القاعة بشكل متباهي لأن حبكة الفيلم كان بها تشابه عرضي مع وضعها والعلاقة بين زوجها وباروفا.(Romani 1994, p. 86)
2. ↑  أخبر يوهانس هنتشيل لاحقًا روشوس ميش قصة متضاربة مفادها أن غوبلز قتل نفسه في غرفته في القبو، وماجدة في الفوربونكر، في الساعات الأولى من يوم 2 مايو.(Misch 2014, pp. 182, 183)
3. ↑  تم تقديم هذه الأدلة من قبل جهاز الأمن الفيدرالي الروسي في مبنى لوبيانكا بموسكو في الفيلم الوثائقي لعام 2004 "الموت في القبو: القصة الحقيقية لسقوط هتلر".[66]

### الإستشهادات
1. ↑  Wyllie، James (2020-2). "Nazi wives: the women beside Hess, Goebbels, Göring and Himmler". HistoryExtra. BBC History Revealed. مؤرشف من الأصل في 2023-08-30. اطلع عليه بتاريخ 2020-2-11. {{استشهاد ويب}}: تحقق من التاريخ في: |تاريخ= (مساعدة)
2. 1 2  Thacker 2010، صفحة 179.
3. 1 2 3  Longerich 2015، صفحات 159, 160.
4. 1 2  Longerich 2015، صفحة 151.
5. 1 2 3  Magda Goebbels biography at Deutsches Historisches Museum, Berlin نسخة محفوظة 2023-04-09 على موقع واي باك مشين.
6. 1 2 3  Arditti، Michael. "Magda Goebbels by Anja Klabunde". مؤرشف من الأصل في 2023-02-18. اطلع عليه بتاريخ 2023-02-18.
7. ↑  Meissner 1980، صفحة 13.
8. 1 2  Longerich 2015، صفحات 151, 152.
9. 1 2  Meissner 1980، صفحة 16.
10. ↑  de Launay, Jaques, Hitler en Flandres, 1975.
11. ↑  "Historie". مؤرشف من الأصل في 2023-02-20.
12. ↑  Magda Goebbels' biological father may have been Jewish Jewish Chronicle. 21 August 2016. Retrieved 22 August 2016. نسخة محفوظة 2023-02-20 على موقع واي باك مشين.
13. ↑  Magda Goebbels, Gefährtin des Bösen In: Der Spiegel Vol. 39, 24. September 2001  نسخة محفوظة 2022-11-17 على موقع واي باك مشين.
14. ↑  Shindler 2017، صفحات 46–47.
15. ↑  Shindler 2017، صفحة 47.
16. ↑  "Haim Arlosoroff Killed". Center For Israel Education. مؤرشف من الأصل في 2023-06-19. اطلع عليه بتاريخ 2021-5-7.
17. 1 2 3 4 5  Longerich 2015، صفحة 152.
18. ↑  Meissner 1980، صفحة 29.
19. ↑  Meissner 1980، صفحة 31.
20. ↑  Thacker 2010، صفحة 149.
21. ↑  قائمة أو بيان الركاب الأجانب لموظف الهجرة بالولايات المتحدة في ميناء الوصول (النموذج 500 وزارة العمل الأمريكية، دائرة الهجرة), صفحة. 7–8, الرقم على القائمة 3 & 4, بتاريخ 22 و 28 أكتوبر 1927.
22. ↑  Meissner 1980، صفحة 82.
23. 1 2 3  Longerich 2015، صفحة 153.
24. 1 2  Manvell & Fraenkel 2010، صفحة 94.
25. ↑  Longerich 2015، صفحات 153, 157, 158.
26. ↑  Longerich 2015، صفحة 167.
27. ↑  Wagener, Otto, Hitler: Memoirs of a Confidant
28. ↑  Longerich 2015، صفحة 160.
29. ↑  Meissner 1980، صفحات 91, 97–99.
30. ↑  Federal Archive of Germany, image no. 146-1978-086-03 نسخة محفوظة 2023-06-01 على موقع واي باك مشين.
31. ↑  Longerich 2015، صفحات 231, 290–291.
32. ↑  Longerich 2015، صفحات 315, 316.
33. ↑  Manvell & Fraenkel 2010، صفحة 165.
34. ↑  Longerich 2015، صفحات 317, 318.
35. 1 2  Longerich 2015، صفحة 392.
36. ↑  Manvell & Fraenkel 2010، صفحة 170.
37. ↑  Longerich 2015، صفحات 392–395.
38. ↑  Longerich 2015، صفحات 391, 395.
39. ↑  Longerich 2015، صفحة 317.
40. ↑  Thacker 2010، صفحة 204.
41. ↑  Meissner 1980، صفحة 219.
42. ↑  Meissner 1980، صفحة 222.
43. ↑  Meissner 1980، صفحة 127.
44. ↑  المتحف اليهودي في برلين، المعرض الرئيسي "الوطن والمنفى"، المجلة اليهودية الفصلية.
45. ↑  Longerich 2015، صفحات 197, 361, 362, 706.
46. ↑  Klabunde, Anja, Magda Goebbels, صفحة. 302.
47. ↑  What is Trigeminal Neuralgia? TNA Website نسخة محفوظة 2023-08-22 على موقع واي باك مشين.
48. ↑  Meissner 1980، صفحات 141, 228, 234.
49. ↑  Thacker 2010، صفحة 298.
50. ↑  "Magda Goebbels". Spartacus Educational (بالإنجليزية). Archived from the original on 2023-03-21. Retrieved 2017-04-26.
51. ↑  Longerich 2015، صفحة 686.
52. ↑  Kershaw 2001، صفحات 827–828.
53. ↑  Beevor 2002، صفحات 380, 381.
54. ↑  O'Donnell 2001.
55. ↑  Meissner 1980، صفحة 242.
56. ↑  Klabunde, Anja, Magda Goebbels
57. ↑  "شهادة إلو كوانت"
58. ↑  Junge, Traudl, Until the Final Hour
59. ↑  "I was in Hitler's suicide bunker". BBC News. 3 سبتمبر 2009. مؤرشف من الأصل في 2023-09-13. اطلع عليه بتاريخ 2010-05-12.
60. ↑  Misch 2014، صفحة 176.
61. 1 2 3  Misch 2014، صفحة 177.
62. 1 2  Joachimsthaler 1999، صفحة 52.
63. 1 2  Beevor 2002، صفحة 381.
64. ↑  Ryan 1994، صفحة 366.
65. ↑  Bezymenski، Lev (1968). The Death of Adolf Hitler (ط. 1st). New York: Harcourt, Brace & World. ص. 100.
66. ↑  Kloft، Michael (2004). Death in the Bunker: The True Story of Hitler's Downfall (television production). دير شبيغل.  وقع ذلك في 1:16.
67. ↑  Beevor 2002، صفحة 398.
68. ↑  Joachimsthaler 1999، صفحات 215–225.
69. ↑  Fest 2004، صفحات 163–164.
70. ↑  Vinogradov 2005، صفحات 111, 333.
71. ↑  Vinogradov 2005، صفحة 333.
72. ↑  Vinogradov 2005، صفحات 335, 336.
73. ↑  "Magda Goebbels (Character)". قاعدة بيانات الأفلام على الإنترنت. مؤرشف من الأصل في 2023-04-05. اطلع عليه بتاريخ 2008-05-08.
74. 1 2  Mitchell، Charles P. (2002). The Hitler Filmography: Worldwide Feature Film and Television Miniseries Portrayals, 1940 through 2000. McFarland.
75. ↑  "Library DVDs" (PDF). UCL SCHOOL OF SLAVONIC AND EAST EUROPEAN STUDIES (SSEES). 12 سبتمبر 2016. مؤرشف من الأصل (PDF) في 2023-04-04. اطلع عليه بتاريخ 2017-04-27.
76. ↑  "Le bunker (1972 TV Movie) Eléonore Hirt as Magda Goebbels". IMDB.com. مؤرشف من الأصل في 2021-8-30. {{استشهاد ويب}}: |archive-date= / |archive-url= timestamp mismatch (مساعدة)
77. ↑  Josephdreams. "Frank Finlay". frankfinlay.net. مؤرشف من الأصل في 2023-04-04. اطلع عليه بتاريخ 2017-04-26.
78. ↑  "Barbara Jefford | United Agents". United Agents (بالإنجليزية). Archived from the original on 2023-04-04. Retrieved 2017-04-26.
79. ↑  O'connor، John J. (27 يناير 1981). "TV: 'BUNKER,' ON HITLER'S LAST DAYS". The New York Times. ISSN:0362-4331. مؤرشف من الأصل في 2025-01-12. اطلع عليه بتاريخ 2017-04-26.
80. ↑  "Inside the Third Reich". Elke Sommer: The Official Website. مؤرشف من الأصل في 2023-04-05. اطلع عليه بتاريخ 2017-04-26.
81. 1 2  Reimer، Robert (2012). Historical Dictionary of Holocaust Cinema. Scarecrow Press. ص. 75.
82. ↑  "Days That Shook the World (2003–2005) Jill Richardson as Magda Goebbels". IMDB.com. مؤرشف من الأصل في 2023-10-03.
83. ↑  "Back in the Bunker". The New Yorker. 14 فبراير 2005. مؤرشف من الأصل في 2023-04-19. اطلع عليه بتاريخ 2017-04-26.
84. ↑  "Propaganda (2004 TV Movie) Annette Uhlen as Magda Goebbels". IMDB.com. مؤرشف من الأصل في 2017-2-8. {{استشهاد ويب}}: |archive-date= / |archive-url= timestamp mismatch (مساعدة)
85. ↑  "Uncle Adolf (2005 TV Movie) Emma Buckley as Magda Goebbels". IMDB.com. مؤرشف من الأصل في 2023-1-1. {{استشهاد ويب}}: |archive-date= / |archive-url= timestamp mismatch (مساعدة)
86. ↑  "Lída Baarová (2016) Lenka Vlasáková as Magda Goebbels - wife of Reichminister of Propaganda". IMDB.com. مؤرشف من الأصل في 2022-9-22. {{استشهاد ويب}}: |archive-date= / |archive-url= timestamp mismatch (مساعدة)
87. ↑  "Charité (2017– ) Katharina Heyer as Magda Goebbels". IMDB.com. مؤرشف من الأصل في 2023-10-18.

## وصلة خارجية
- Home movies of Magda and her children, summer 1942